# Harley Granville-Barker

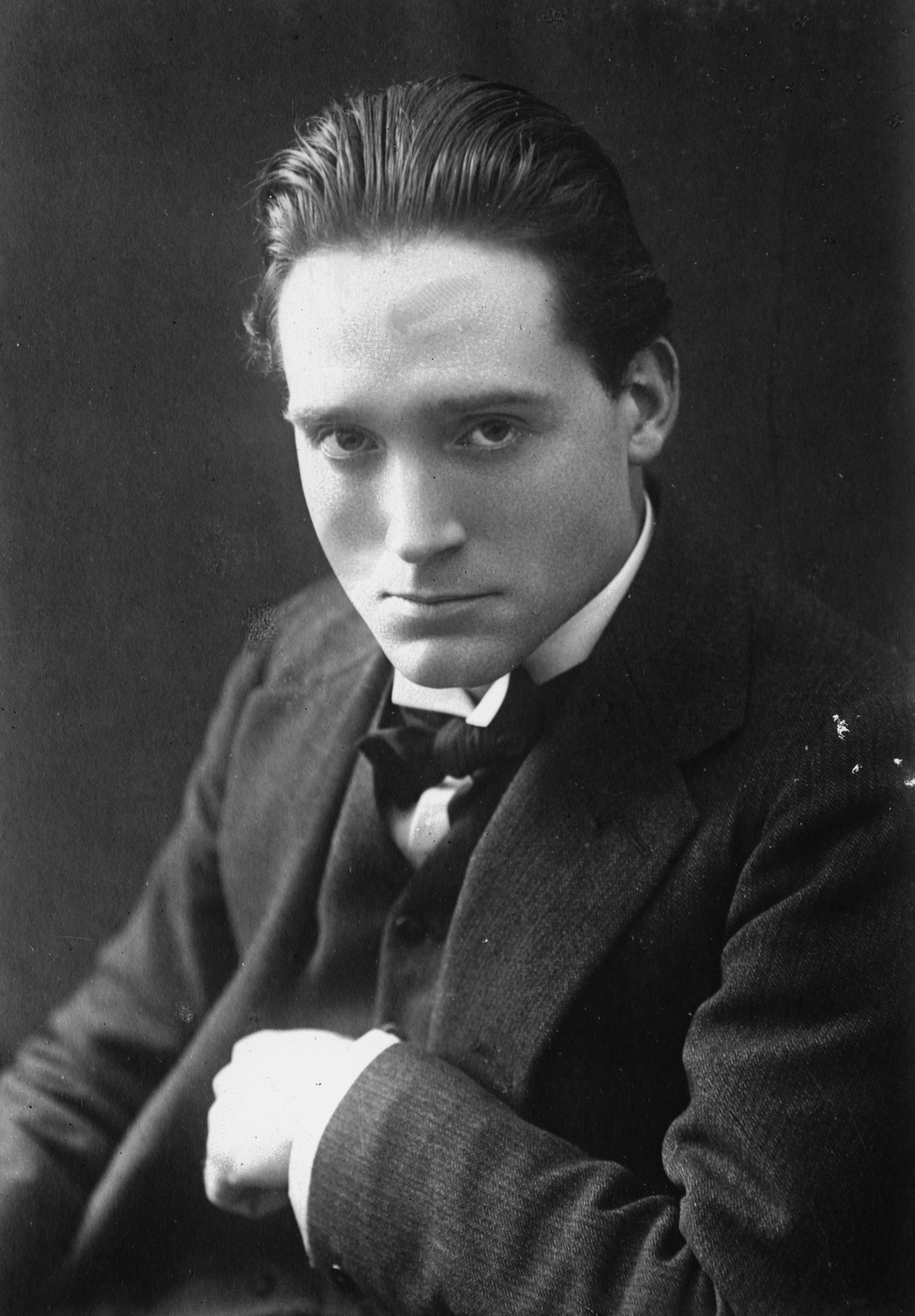
Harley Granville-Barker.

Harley Granville-Barker, född 25 november 1877, död 31 augusti 1946, var en brittisk skådespelare, regissör och teaterledare.
Granville-Barker ledde 1904-08 tillsammans med John Eugene Vedrenne ett eget, konstnärligt och litterärt betydelsefullt teaterföretag i London. Han arbetade senare som regissör vid olika teatrar i London, från 1915 även i New York. I fråga om spelstilen verkade han förnyande inom den moderna teatern med pjäser av bland andra Henrik Ibsen och George Bernard Shaw.